# Szederkény
Szederkény (németül: Surgetin, horvátul: Surdukinj) község Baranya vármegyében, a Bólyi járásban.

## Fekvése
A település a Karasica-patak jobb és bal partjára, egy völgybe épült. Változatos domborzata nagy hatással van a helyi éghajlatra. A falu főként szubmediterrán klímahatás alatt áll, a Földközi-tenger felől érkező enyhe, páradús légtömegek, valamint a Mecsek védő övezetének hatása miatt jellemzően enyhék a telek, koraiak a tavaszok, melegek a nyarak és hosszúak az itteni őszök. Kiemelkedően magas a napsütéses órák száma (átlagosan 2025).
A csapadékmennyiség általában egyenletes eloszlású. Az évi csapadék az 1000 mm-t ritkán haladja meg, de 500 mm-nél kevesebbet sem mértek. Ennek háromnegyed része tenyészidőben (április 1-jétől szeptember 30-ig) hullik, ami kedvező a mezőgazdaságnak. Ezeknek a kedvező természeti adottságoknak köszönhetően a lakosság 70%-a mezőgazdasággal, azon belül szőlőtermesztéssel és borkészítéssel foglalkozik.
A szomszédos települések: észak felől Máriakéménd, kelet felől Monyoród, délkelet felől Bóly, dél felől Borjád, délnyugat felől Belvárdgyula, északnyugat felől pedig Olasz.

### Megközelítése
Legfontosabb közúti megközelítési útvonala a Mohácstól Pécsig húzódó 57-es főút, ezen érhető el mindkét végponti város irányából; közöttük nagyjából félúton található. Az átadása óta érinti az M60-as autópálya is, ez a déli határában halad el, s a legközelebbi csomópontja néhány kilométerre keletre, Versend területén található. A két város közelsége aránylag könnyen lehetővé teszi az itt élők számára kulturális létesítmények (színházak, mozik), valamint iskolák elérését is, akár autóbusszal, akár személygépkocsival.
Máriakéménddel és azon keresztül Pécsváraddal az 5608-as út köti össze. Bóllyal korábban ugyancsak közvetlen kapcsolata volt az 5704-es út révén, de ezt az összeköttetést elvágta az M60-as autópálya építése, azóta a város Szederkény felől csak a M60-as versendi csomópontjának érintésével érhető el, az 57-es, az 5701-es és az 5704-es úton.

## Története

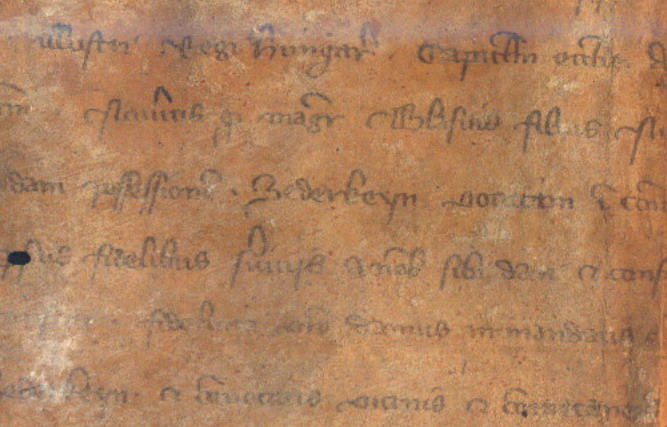
A település neve egy XIII. század végi oklevélen

A község több mint 730 éves múltra tekint vissza, a falu először 1272-ből származó Árpád-kori oklevélben szerepelt, amelyben Zoulnuk nembeli Péter V. István királytól engedélyt kapott, hogy Szederkényt a Szent keresztről elnevezett templomával együtt a nyulak szigeti (ma Margit-sziget) apácákra hagyja. Az okmány említi Nyomja Szederkény felé eső hídját, amely a Krassó vagy Karasó patakon (ma Karasica-patak) vezetett át. Valószínűsíthető, hogy a település a 13. század közepén jöhetett létre a tatárjárás után.
Szederkény 1320-ban Óvári Konrád unokái kezén volt, majd 1424-ben a cikádori apátság birtokolta egészen a mohácsi vészig. Nyomja a 16. század elejéig az Óvári család birtoka maradt. 1542-ben Szederkény Török Bálinthoz került, majd 1543-ban a két falu török kézre jutott. A 17. század közepén mindkét község Zrínyi Ádám birtoka lett. A várva várt felszabadulás 1686-ban következett be. A visszavonuló török haderő – ahol csak tehette – a falvak kifosztása után azokat felgyújtotta. Így pusztult el Szederkény és Nyomja, valamint több környékbeli település. A 18. század elején a birtokviszonyok rendezése után Szederkény a pécsváradi apátsághoz, Nyomja a bólyi Batthyány családhoz került.
A lakatlan községek benépesítése 1720-ban kezdődött meg Németország, Hessen tartományához tartozó Fulda környéki katolikus németekkel. Ezek a családok az otthoninál nagyobb telekhez jutottak és kedvezőbb földesúri terhek mellett gazdálkodhattak. Az 1750-es években a háromnyomásos gazdálkodás általánossá válása a termőterület rohamos növekedését eredményezte. Mint szerződéses jobbágyok robotot nem adtak, hanem csak árendát fizettek készpénzben. Az uradalmi bevételek növekedése érdekében a 19. század első felében lehetővé vált, hogy a jobbágyok szőlőterülete növekedjék. Szederkényben 30 év alatt 40%-kal gyarapodott a szőlőterület, mert a szőlőművelés már a középkortól kezdve a lakosság legfőbb bevételi forrásának bizonyult.
A szederkényi templomot a jobbágyok 1812-ben, a nyomjait már korábban 1788-ban felszentelték. Szederkény rövid ideig a versendi, majd a máriakéméndi, Nyomja pedig eleinte szintén a versendi, majd a kátolyi és végül az olaszi plébánia filiálisa volt.
A monarchia összeomlásával Baranya vármegyében is hozzáláttak a polgári demokratikus forradalom követelményeinek megfelelő államhatalmi szervezet kiépítéséhez, de ezt megállította a szerb megszállás. Ez 1918 novemberében kezdődött és 1921. augusztus végéig tartott.
A 3. Ukrán Front 57. Hadseregének katonái 1944. november 26-án 18-19 óra között foglalták el a községeket. Az első össze- és áttelepítés a községben 1947. május elején történt. A felszabadult házakba a csehszlovák–magyar lakosságcsere keretében a Felvidékről magyar családok kerültek. 1948 júliusában Szederkényből 24, Nyomjáról pedig 18 család került ki a Német Demokratikus Köztársaságba Zwickau és Plauen környékére. Novemberben végrehajtották a német anyanyelvűek vagyonkorlátozását, és újabb családok érkeztek a Felvidékről. Közülük a legtöbben középparasztok voltak.
1948. augusztus 1-jén a Belügyminiszter rendeletére Szederkény és Nyomja egyesült Szederkény néven.
1956-ban a forradalmi tanács falugyűlésen követelte a többpártrendszer visszaállítását, a kollektivizálás és osztályharc leállítását.
A felkelés leverése után a Kádár-kormány újból szorgalmazta a Termelőszövetkezetek újjászervezését. A szocialista nagyüzemi mezőgazdaság azonban nem volt életképes. A kormány csak úgy tudta fenntartani, hogy külföldi hiteleket vett fel és milliókat pumpált a gazdasági üzemekbe, hogy talpon maradjanak. Ezért nem volt munkanélküliség, de elfogadható bér sem. A nagyarányú eladósodás a 80-as évek végén gazdasági csődhöz vezetett.
1990-nel új korszak kezdődött. Előtérbe került a magántulajdon és a piacgazdaság. Az azóta eltelt időszakban kialakultak a magánvállalkozások, megerősödött a falu, fejlődött az infrastruktúra.
2001-ben lakosságának 24,6%-a német, 2,8%-a horvát nemzetiségűnek vallotta magát.

## Közélete

### Polgármesterei
- 1990–1994: Hoffmann Tibor (független)[5]
- 1994–1998: Hoffmann Tibor (független)[6]
- 1998–2002: Hergenrőder János (független)[7]
- 2002–2006: Hergenrőder János (független német kisebbségi)[8]
- 2006–2010: Hergenrőder János József (független)[9]
- 2010–2014: Hergenrőder János József (független)[10]
- 2014–2019: Hergenrőder János József (független)[11]
- 2019–2024: Maml Balázs (független)[12]
- 2024– : Maml Balázs (független)[1]

## Népesség
A település népességének változása:
| Lakosok száma | 1817 | 1787 | 1775 | 1677 | 1729 | 1678 | 1673 | 1640 |
|               | 2013 | 2014 | 2015 | 2019 | 2021 | 2022 | 2023 | 2024 |

A 2011-es népszámlálás során a lakosok 92,2%-a magyarnak, 0,4% cigánynak, 4,7% horvátnak, 31,8% németnek mondta magát (7,6% nem nyilatkozott; a kettős identitások miatt a végösszeg nagyobb lehet 100%-nál). A vallási megoszlás a következő volt: római katolikus 68,6%, református 3,7%, evangélikus 3,4%, felekezeten kívüli 8,3% (15,7% nem nyilatkozott).
2022-ben a lakosság 90,3%-a vallotta magát magyarnak, 20,9% németnek, 4,5% horvátnak, 0,3% cigánynak, 0,1-0,1% görögnek, bolgárnak, ruszinnak, szlováknak, szerbnek, románnak és lengyelnek, 1,7% egyéb, nem hazai nemzetiségűnek (9,3% nem nyilatkozott; a kettős identitások miatt a végösszeg nagyobb lehet 100%-nál). Vallásuk szerint 47,6% volt római katolikus, 2,8% református, 2,5% evangélikus, 0,1% görög katolikus, 0,1% ortodox, 0,9% egyéb keresztény, 1,3% egyéb katolikus, 11,4% felekezeten kívüli (33,4% nem válaszolt).

## Oktatás
A helyi általános iskolába A 2019/2020-as tanévben 179 diák járt.

## Nevezetességei
- Római katolikus temploma.
- Turul-szobor[16]